# Courlay
Courlay é uma comuna francesa na região administrativa da Nova Aquitânia, no departamento de Deux-Sèvres. Estende-se por uma área de 29,46 km². Em 2010 a comuna tinha 2 478 habitantes (densidade: 84,1 hab./km²).